# Studentenverband Deutscher Ingenieurschulen
Der Studentenverband Deutscher Ingenieurschulen e.V. (SVI) wurde 1947 in Hagen als überregionale Vertretung der Studenten an den damaligen höheren Ingenieurschulen und -akademien gegründet. Zur Vertretung gemeinsamer, hochschulartübergreifender Interessen bildete er ab 1952 zusammen mit dem Verband Deutscher Studentenschaften (VDS) und den Verbänden der übrigen Hochschularten den Bundesstudentenring.
In den 1960er Jahren setzte sich der SVI erfolgreich für die Aufwertung der höheren Fachschulen und Akademien zu Fachhochschulen ein. Im Zuge der Studentenbewegung politisierte sich der Verband deutlich und fusionierte 1975 mit dem VDS zu den "Vereinigten Deutschen Studentenschaften".
Der SVI gab von 1949 bis 1970 eine monatlich erscheinende Zeitschrift SVI-Nachrichten (ab 1959 unter dem Titel: der junge ingenieur) heraus.
Von Mai 1949 bis Februar 1953 war der spätere Brigadegeneral Karl Deichen Geschäftsführer des Studentenverbandes Deutscher Ingenieurschulen.